# Real Albergo dei Poveri

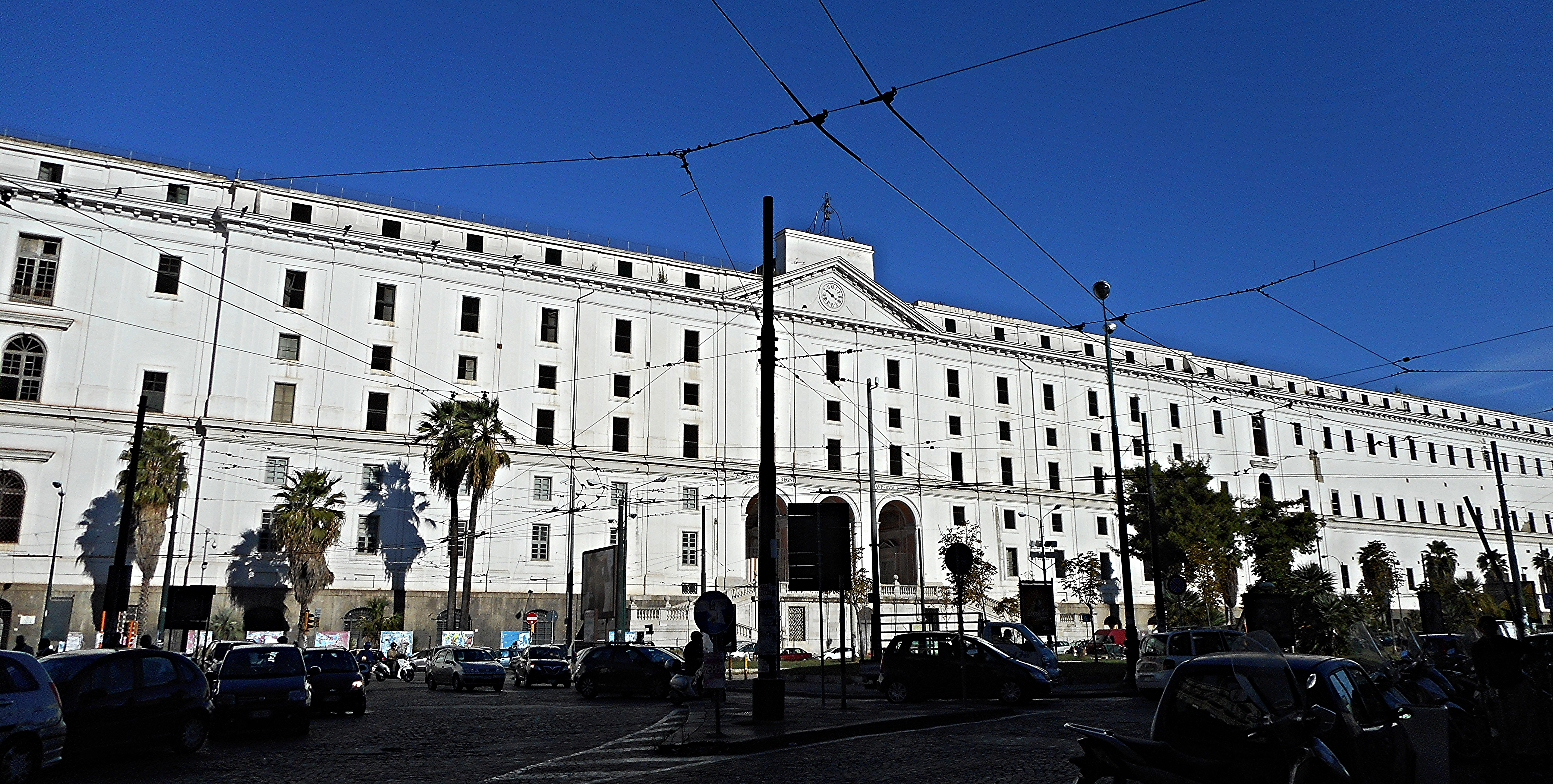
Real Albergo dei Poveri in Neapel: Eingangsfassade

Das Real Albergo dei Poveri, auch Palazzo Fuga, ist ein Palast aus dem 18. und frühen 19. Jahrhundert im Viertel Arenaccia in Neapel in der italienischen Region Kampanien. Er liegt an der Piazza Carlo III und ist einer der größten Bauten des 18. Jahrhunderts in Europa.

## Geschichte

### Die Ursprünge

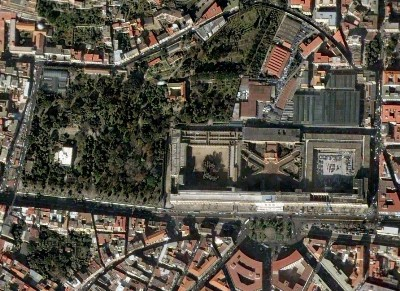
Luftbild des Gebäudes; auf der linken Seite sieht man den Botanischen Garten, der Anfang des 19. Jahrhunderts geschaffen wurde.

1749 rief König Karl III. den Architekten Ferdinando Fuga aus Florenz nach Neapel und beauftragte ihn mit der Projektierung des gigantischen Albergo dei Poveri, um dort die Masse der Armen des gesamten Königreiches zu sammeln. Das Projekt des Königs passte in ein bestimmtes historisches Klima, das von den Theorien des neapolitanischen Illuminismus beeinflusst war. Einige Jahre zuvor hatte der König auch die Arbeiten am Albergo dei Poveri in Palermo vorangetrieben.
Fuga wählte einen passenden Ort entlang der bedeutenden Via Foria in einem Gebiet, das damals am nördlichen Stadtrand lag, aus und entwarf ein rechteckiges Gebäude mit riesigen Ausmaßen und fünf Innenhöfen. Wegen des immensen Umfangs des Bauvorhabens zogen sich die Arbeiten so lange hin, dass sie bis zum Tod von Fuga im Jahre 1782 noch nicht abgeschlossen waren, und so wurden sie unter der Leitung von Mario Gioffredo und Carlo Vanvitelli fortgesetzt, bis sie 1819 schließlich beendet waren.

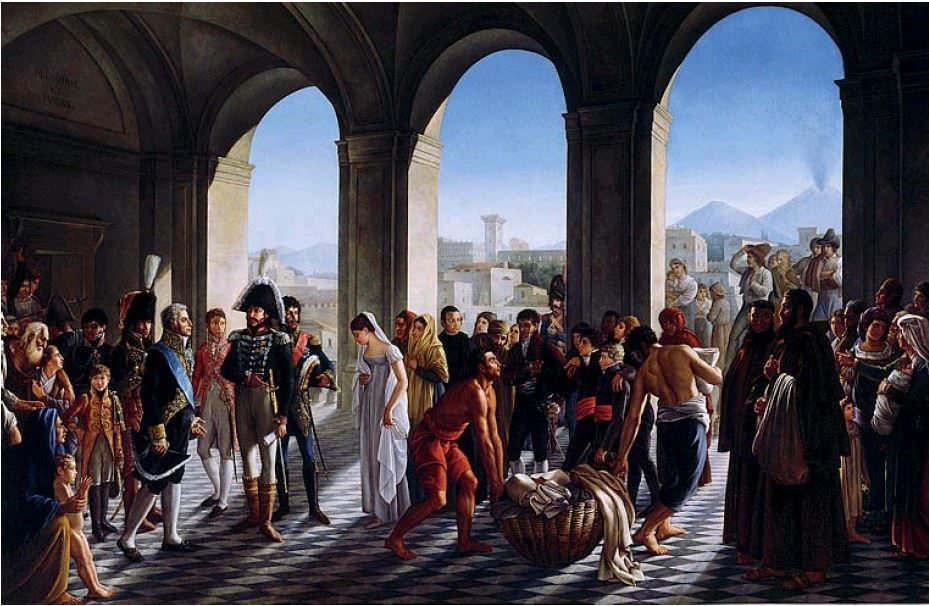
Benjamin Rolland: Joachim Murat besucht das Albergo dei Poveri.

Als das Gebäude so fertiggestellt war, war es zwar sehr beeindruckend, stellte aber dennoch nur einen Teil dessen dar, was es nach den ursprünglichen Plänen hätte sein sollen; unter anderem wurden nur drei der ursprünglich geplanten fünf Innenhöfe realisiert. Zu den Gründen der Aufgabe des ursprünglichen Plans zählten, neben den immensen Kosten, die die Komplettierung verursacht hätten, eine neue Sicht des neuen Königs Ferdinand I., die sich von der seines Vaters Karl unterschied: Daher wurde beschlossen, ein neues Projekt aufzulegen, das vom Architekten Francesco Maresca ausgearbeitet wurde und eine begrenzte Anzahl von Schlafsälen zugunsten größerer Räumlichkeiten vorsah, in denen Maschinen zur Manufakturproduktion aufgestellt werden sollten. Anfang des 19. Jahrhunderts sollte die gemeinnützige Einrichtung daher für die Versorgung der Bedürftigen sorgen (wie z. B. die Waisen der Santa Casa dell’Annunziata, die 1802 aufgenommen wurden), für die Mittel zum Lebensunterhalt und für die Ausbildung in einem Gewerbe, die sie in ihrem täglichen Leben unabhängig machen sollte.
1838 wurde im Albergo dei Poveri verschiedene Schulen eröffnet, darunter auch eine Musikschule, die mehrere Jahre lang für qualifizierte Musiker für Militärkompanien sorgte und wo sich berühmte Lehrer abwechselten, darunter Raffaele Caravaglios, und bedeutende Verwalter, darunter Rodrigo Nolli.
Im Laufe der Jahrzehnte wechselte mehrmals die Nutzung des imposanten Gebäudes, wobei es aber immer, wenn auch nur zum Teil, seinen anfänglichen Zweck der Unterstützung behielt: Dort fand eine Schule für Taubstumme Platz, ebenso wie ein Umerziehungszentrum für Minderjährige, ein Jugendgericht, ein Kino, mechanische Werkstätten, eine Turnhalle, eine Abteilung der Feuerwehr und die zivile Abteilung des Staatsarchivs von Neapel. 1938 waren dort einige Teilnehmer am Ersten internationalen Kriminologiekongress untergebracht, der in Rom stattfand.

### 20. Jahrhundert

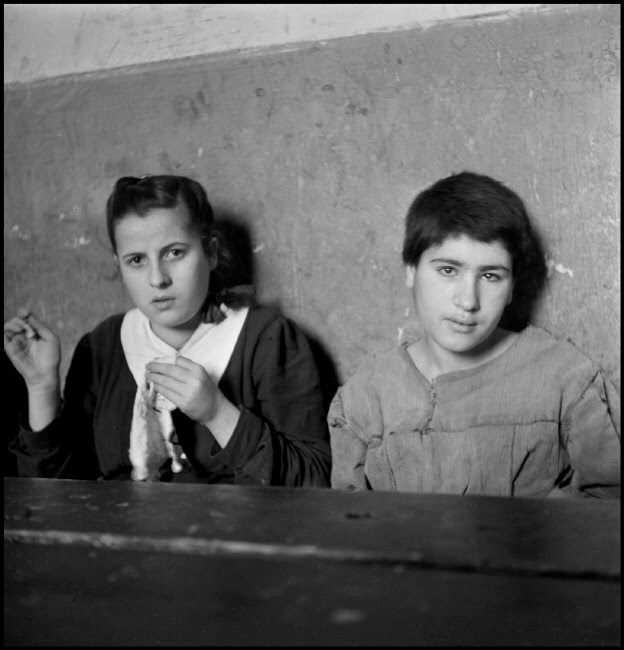
Junge Prostituierte auf einem Foto von 1948 in der Erziehungsanstalt im Albergo dei Poveri, wo sie die Kunst des Stickens von den katholischen Schwestern mit dem Ziel der Wiedereingliederung in die Gesellschaft lernten.

1937 wurde auf Betreiben des Präfekten Giovanni Battista Marziali eine radikale Erneuerung durchgeführt, die den Bedürfnissen entsprach, die der Justizminister Arrigo Solmi und der Generaldirektor der Gefängnisse, Giovanni Novelli, für ein Institut zum Schutz und zur Betreuung von Minderjährigen festlegten, die Sicherheitsmaßnahmen unterlagen. Diese kleinen Gäste, die einer Beobachtung und Auswahl unterzogen wurden und im Hinblick auf ihre Umwelt- und Wirtschaftsbedingungen, in die sie geboren und in denen sie aufgewachsen waren, und aus physiologischen oder sozialen Gründen, die eine Abweichung darstellten, wurden in ein Labor für Bildung und in Klassen zur Berufsausbildung geschickt, wo sie eine Vorbereitung erhielten, damit sie später als Fachkräfte in öffentlichen oder privaten Unternehmen eingestellt werden konnten.
Das Jugendgericht und das Umerziehungszentrum belegten den gesamten Westflügel des Palastes. Die damals genutzten Räumlichkeiten umfassten den Vorverhandlungssaal mit Bürotrakt des Gerichtspräsidenten, das Büro des Staatsanwaltes, die Räumlichkeiten für die Anwälte, die Ratskammer, den Raum für die Zeugen und verschiedene angeschlossene Büros. Der Rest des Palastes wurde als Beobachtungszentrum genutzt, das einen großen Empfangssaal, eine Krankenstation für Besuche durch Ärzte, einen Ausstellungssaal, ein Refektorium mit angeschlossener Küche, große Schlafsäle, zwei Turnhallen, zwei Gärten, eine Werkstatt, ein Handwerkslabor, eine Kapelle für Gottesdienste, eine Grundschule, eine Schule für Psychotechnik und das Lehrdirektorat enthielt.
Das Gebäude wurde durch das Erdbeben am 23. November 1980 beschädigt: Einige Geschossböden lösten sich von den Seitenwänden und ein Teil des linken Flügels anschließend an den Botanischen Garten wurde beschädigt. Einige ältere Menschen und zwei Personen, die sich um sie kümmerten, kamen zu Tode.
1981 ging das Gebäude an die Stadt Neapel über, die 1999 ein Erhaltungsprojekt startete und Restaurierungsarbeiten einleitete.

### 21. Jahrhundert und heutige Nutzung
An dem Gebäude greifen einige rechtliche Beschränkungen, die die Nutzung betreffen.
- Beschränkung auf sozial-gemeinnützige Nutzung: Diese Beschränkung hat ihre Wurzeln im Legge Regionale 1980 No. 65, mit dem man sich verpflichtet hat, den Fortbestand der Institutionsaktivität zu sichern, für die das Albergo dei Poveri gebaut wurde; in dem Gebäude ist die Laiensportgesellschaft Kodokan untergebracht, die im Rahmen des Projektes La città dei giovani (dt.: Die Stadt der Jugend) platziert ist, und zahlreiche weitere Gesellschaften. Darüber hinaus finden in dem Gebäude einige Veranstaltungen des Napoli Teatro Festival Italia statt.
- Beschränkung auf historisch-künstlerische Nutzung: Das Albergo dei Poveri steht als gutes Anwesen im Sinne des D.lgs. 1999 No. 490 unter verschiedenen Schutzvorschriften, so unter dem Verbot der Durchführung von Restaurierungen, die das wesentliche Erscheinungsbild, die Erhaltung oder die strukturelle Unversehrtheit beeinträchtigen. Aus diesem Grund wurden verschiedene Vorschläge für seine Erhaltung vorgetragen, wie z. B. die Einrichtung eines Museums für Kunsthandwerk und Antiquitäten zur Ausstellung und Förderung der örtlichen Wirtschaft und einer „Stadt der Musik“, um die Gesangstradition Neapels zu stärken. Man dachte auch daran, den Sitz der Region Kampanien dorthin zu verlegen, aber nichts von dem wurde durchgeführt.

So brachte die Stadt Neapel Anfang des 21. Jahrhunderts den Vorschlag eines Masterplans ins Spiel, der versuchte, die vorgenannten Beschränkungen einzuhalten, und realisierte die Città dei giovani, die im Januar 2005 eingerichtet wurde und Bildungs- und Erholungsräume für die Jugend des Viertels vorsieht.
Mit der Restaurierung, der eine europäische Ausschreibung vorausging, wurde von der Stadt Neapel eine internationale Gruppe von Fachleuten unter der Leitung des Bauingenieurs ‚‘Giorgio Croci‘‘ aus Rom und des Spezialarchitekten Didier Repellin aus Frankreich beauftragt, die aus den Ingenieuren Giuseppe Carluccio und Mario Biritognolo, aus bedeutenden Architekten, wie Paolo Rocchi, Pascal Prunet, Francesca Brancaccio und Nicholas Detry, und den Beratern Elio Giangreco und Giovanni Carbonara bestand. Die Projekte zielten in Einklang mit den Prinzipien der kritischen Restaurierung auf die philologische Wiederherstellung verlorener oder beschädigter Teile und auf den Einsatz neuer Materialien und Technologien dort, wo die Form nach den Prinzipien der Umweltverträglichkeit und Nachhaltigkeit nicht mehr wiederherstellbar war: So wurde die originale Eindeckung durch eine Eindeckung in Glas mit Solaranlagenpaneelen ersetzt, die ursprünglichen Materialien, wie Tuffstein, Mauerwerk und Kalkstein wiederverwendet, die alten, hölzernen Fensterrahmen restauriert und ein System von Zisternen für die Sammlung von Regenwasser installiert. Einige dieser Eingriffe wurden auch dank des Lottospiels auf Basis des Gesetzes 662/93 finanziert.

### Aussichten
2021 legte die Regierung Draghi im Zuge des „Nationalen Plans für Aufbau und Resilienz“ eine Zuteilung von 100 Mio. € für die Aufwertung des Real Albergo dei Poveri fest. Insbesondere der Kulturminister Dario Franceschini schlug vor, die Nationalbibliothek, die seit den 1920er-Jahren in den Räumen des Palazzo Reale untergebracht ist, dorthin zu verlegen, auch wenn dieses Projekt mit Kälte von verschiedenen Seiten aufgenommen wurde.
Im November 2023 bekräftigte Gennaro Sangiuliano, Kulturminister der Regierung Meloni, den Willen, den Komplex als kulturelles Zentrum zu erhalten und weihte die Baustelle zusammen mit dem Bürgermeister Gaetano Manfredi ein: Das Gebäude soll ab 2026 die Archive und Lesesäle der Nationalbibliothek, die Büros und Ausstellungs- und Kongresssäle der Stadt Neapel, Geschäfte und Restaurants, einen Teil der Sammlungen des Archäologischen Nationalmuseums (MANN), multifunktionale Räumlichkeiten für die Gemeinschaft, Aulen und Verwaltungsbüros für die Universität und darüber hinaus ein Gästehaus mit 180 Betten für Studenten aufnehmen.

## Beschreibung

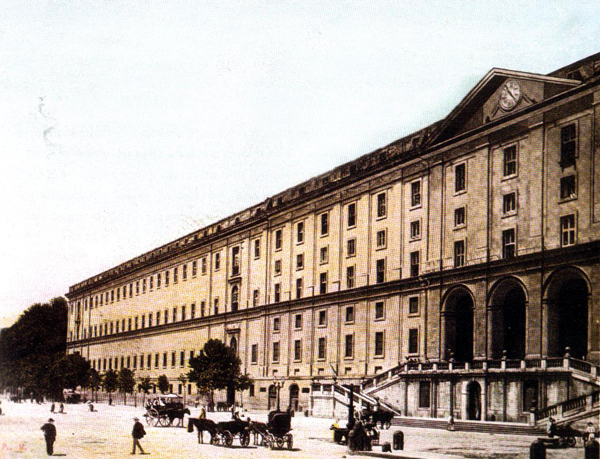
Die Fassade des Palastes Ende des 19. Jahrhunderts

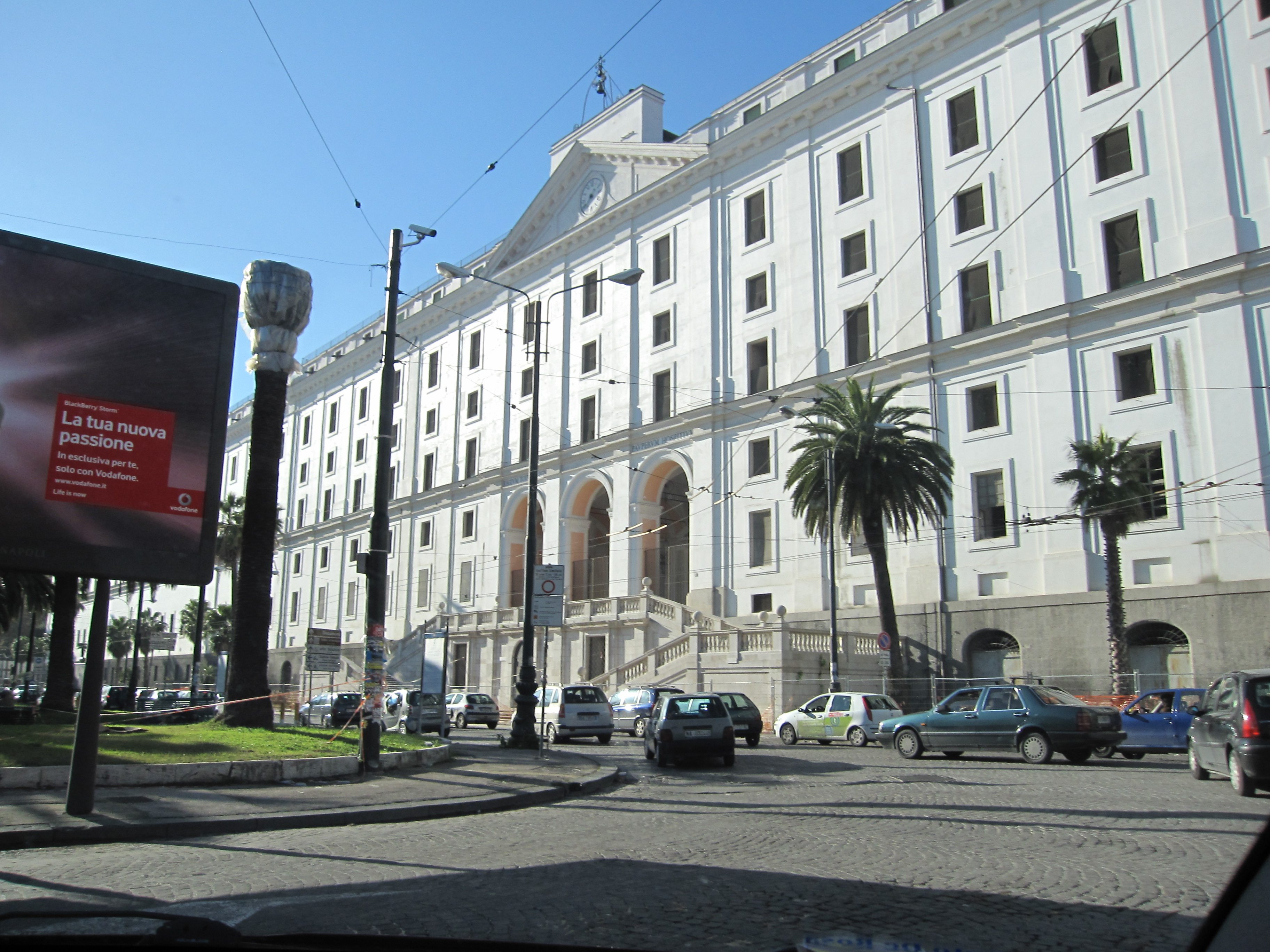
Eingang (von außen)

Das Projekt umfasste die Errichtung eines Gebäudes zur Aufnahme und Umerziehung im Geiste der pragmatischen Sanktion der Gründung von etwa 8000 armen Bettlern, Vagabunden und Müßiggängern aus dem ganzen Königreich Neapel, die, obwohl arbeitsfähig, wohnungslos und ohne feste Beschäftigung waren. Die Bewohner wurden in vier Kategorien aufgeteilt: Männer, Jungen, Frauen und Mädchen. Jede der Kategorien wurde ohne Möglichkeit der Kontaktaufnahme – mit Ausnahme der Arbeitszeit – im getrennte Sektoren verbannt; man hatte sich in dieser Weise entschieden, Promiskuität, wie sie sich im Hospiz San Gennaro außerhalb der Stadtmauern – kleiner, aber mit demselben Zweck wie das Real Albergo dei Poveri – etabliert hatte, zu verhindern. Das ursprüngliche Projekt sah einen viel größeren Gebäudekomplex vor als er heute erscheint. Er sollte sich über eine Fläche von 600 Metern Länge und 135 Metern Breite erstrecken und fünf Innenhöfe in Reihe enthalten, dessen mittlerer mit einer Kapelle mit sechs radial angeordneten Armen ausgestattet worden wäre.

### Fassaden
Das Real Albergo dei Poveri erstreckt sich auf eine Fläche von 103.000 m² und hat eine Fassadenlänge von 400 Metern – etwa 100 Meter mehr als die Fassade des Schlosses Caserta – aufgeteilt durch eine doppelte Reihe von Lisenen, darüber hinaus gekennzeichnet durch fünf Reihen von Fenstern und drei Gesimse mit Tympanon in der Mitte: Monumental ist die doppelte, zweizügige Treppe, die den Haupteingang zum Gebäude vermittelt. An der Eingangsfassade ist in lateinischer Sprache die Inschrift des Humanisten und Epigraphikers Alessio Simmaco Mazzocchi zu lesen:

“REGIVM TOTIVS REGNI PAVPERVM HOSPITVM“
(dt.: Königliches Armenhaus des gesamten Königreiches)

### Innenräume

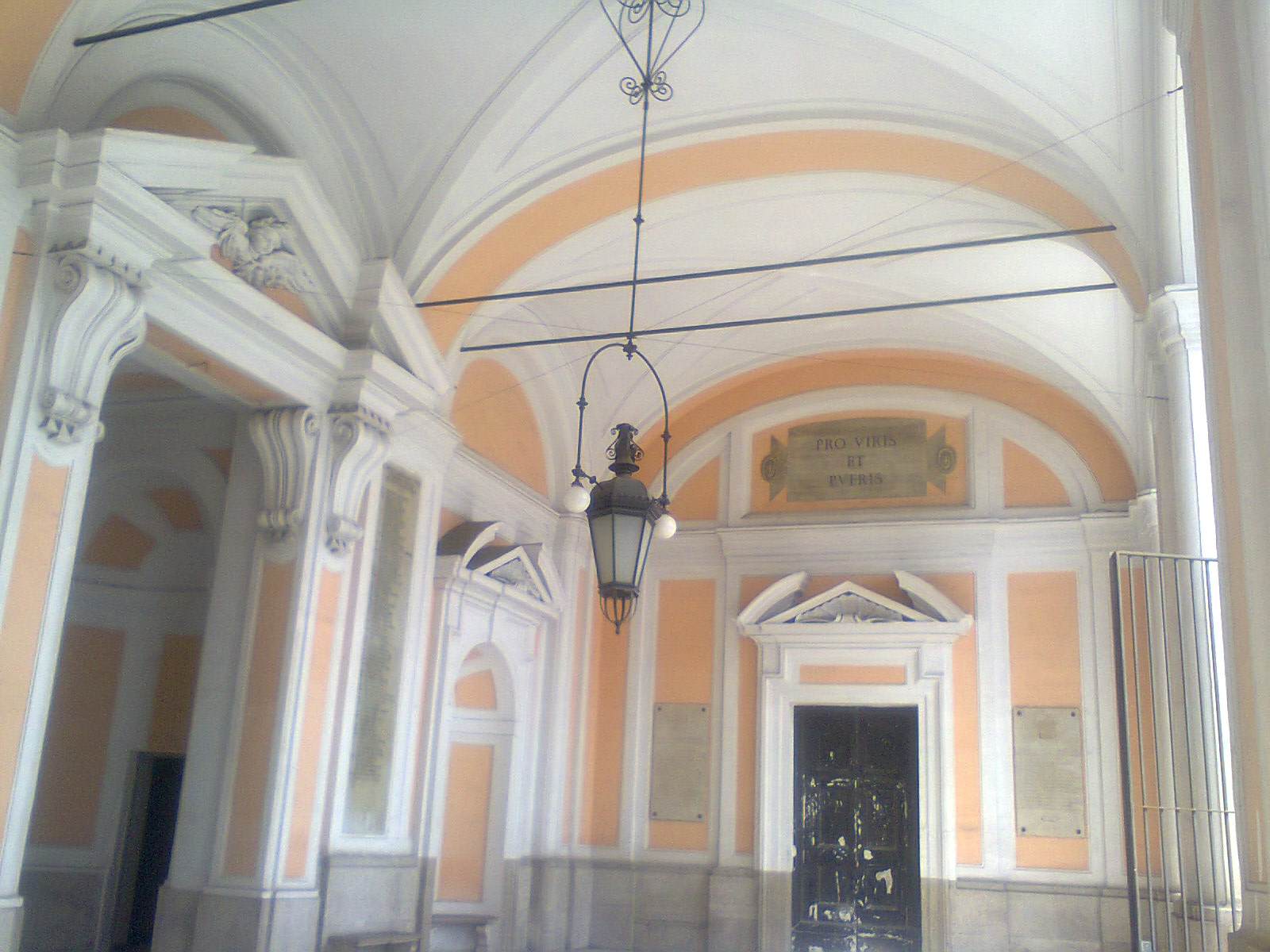
Eingang (von innen)

Die Innenräume sind um drei Innenhöfe herum angeordnet. Der mittlere Innenhof enthält ein Gebäude in Form eines Andreaskreuzes mit einem einzigen Stockwerk, das das Fundament der großen Kirche mit einem Mittelschiff und vier radial angeordneten Armen (Seitenschiffen) sein muss, die den genannten Innenhof mit den Seitenflügeln verbinden.
Die seitlichen Innenhöfe wurden als Gärten angelegt, mit Blumenbeeten in der Mitte und am Umfang einer Größe von etwa 8 × 10 Metern mit Erholungsflächen, wie Fußball- und Volleyballfeldern usw. Der Innenhof des Flügels zur Via Bernardo Tanucci dient heute als Parkplatz.
Das Gebäude hat über 430 Räume unterschiedlicher Größe je nach Lage: Die größten in den Seitenflügeln sind in allen Stockwerken 40 Meter lang, 8 Meter breit und 8 Meter hoch.